# Strumaria villosa
Strumaria villosa är en amaryllisväxtart som beskrevs av Deirdré Anne Snijman. Strumaria villosa ingår i släktet Strumaria och familjen amaryllisväxter. Inga underarter finns listade i Catalogue of Life.